# Timarco (escultor)

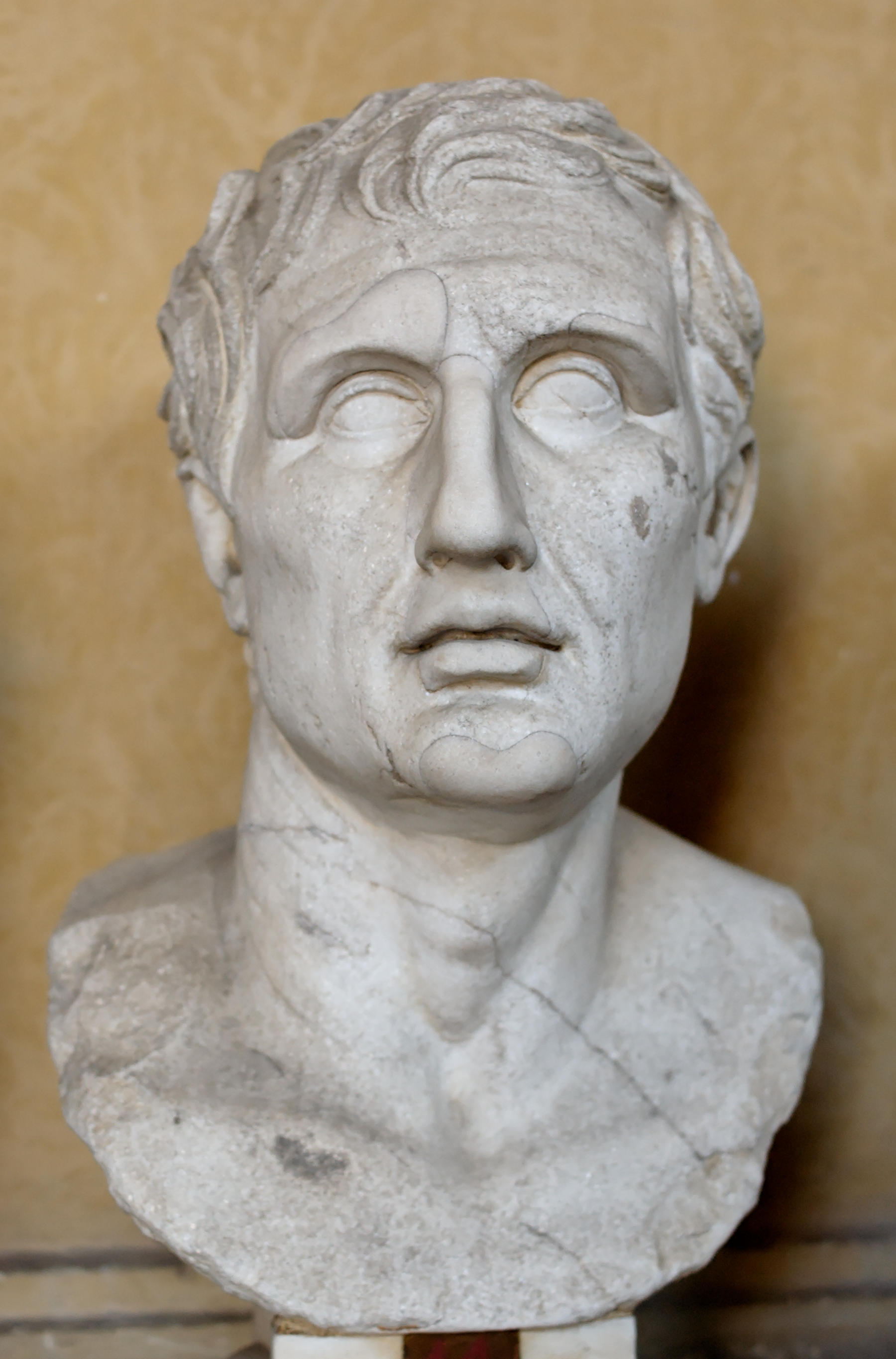
Busto de Menandro, copie romana del probablemente original de Timarco y de su hermano Cefisodoto el Joven. Museo Chiaramonti (Ciudad del Vaticano)

Timarco fue un escultor ateniense de finales del siglo IV a. C.

## Biografía
Era el menor de los hijos de Praxíteles y hermano de Cefisodoto el Joven, y muy probablemente el nieto de Cefisodoto el Viejo. Plinio el Viejo sitúa su apogeo en la 121 Olimpiada, es decir en 296-293 a. C..

## Obras
Los textos antiguos y las inscripciones le atribuyen, con su hermano Cefisodoto:
- los retratos del orador Licurgo y de sus hijos.,[2] de Teoxénidas, su tío abuelo,[4] del poeta Menandro[5] (a quien se ha identificado en una serie de copias romanas.[6][7], de una sacerdotisa de Atenea Polias;[8]
- las efigies divinas de Enio (la Discordia) en el Templo de Ares en Atenas,,[9] el héroe Cadmo en Tebas.[10]

Se le cita en la base inscrita de una estatua perdida.